# CEC European Managers
 (septembre 2008).
Si vous disposez d'ouvrages ou d'articles de référence ou si vous connaissez des sites web de qualité traitant du thème abordé ici, merci de compléter l'article en donnant les références utiles à sa vérifiabilité et en les liant à la section « Notes et références ».
La CEC European Managers (également appelée « Confédération Européenne des Cadres ») est une organisation européenne qui exprime et défend les intérêts des managers en Europe auprès des institutions européennes.
À travers ses organisations nationales membres et ses fédérations professionnelles, elle représente environ 1 million de managers en Europe.
Elle est l’un des six partenaires sociaux interprofessionnels européens et participe au dialogue social européen.  
Son siège est situé dans le quartier européen de Bruxelles.

## Histoire
Les cadres ont été parmi les premiers à comprendre l'importance de s'organiser au niveau international.
Dès 1951, les syndicats de l'encadrement français, allemand et italien fondèrent la CIC (Confédération Internationale des Cadres). Afin de participer plus activement au dialogue social européen et de pouvoir exercer une influence politique sur le processus d'unification, cette fédération internationale donna naissance à un syndicat européen en 1989.
La CEC European Managers rassemble environ 1 million de cadres, organisés en fédérations nationales et fédérations sectorielles européennes.
Depuis l'entrée en vigueur du traité de Maastricht, la CEC s'est fait l'interlocutrice de la Commission européenne, qui la consulte sur les nouvelles initiatives législatives.
Depuis juillet 1999, la CEC fait partie de la délégation des travailleurs dans les négociations menées dans le cadre du protocole social et y défend les intérêts de ses affiliés.

## Structure

### Équipe dirigeante
- Président :

- De 2015 à 2021 : Ludger Ramme (Allemagne)
- De 2012 à 2015 : Annika Elias (Suède)
- De 2006 à 2012 : Georges Liarokapis (France)
- De 1996 à 2006 : Maurizio Angelo (Italie)
- De 1989 à 1996 : Henry Bordes-Pagès (France)

### Les organisations nationales membres
- Allemagne : ULA - Deutscher Führungskräfteverband
- Belgique : CNC/NCK - Confédération Nationale des Cadres
- Danemark : LEDERNE
- Espagne: CCP: Confederación de Cuadros y Profesionales
- France : CFE-CGC,  - Confédération Française de l’Encadrement
- Grèce : ACEO (EASE) - Association of Chief Executive Officers
- Grèce : HMA (EEDE) - Hellenic Management Association
- Italie : CIDA - Confederazione Italiana dei Dirigenti e delle Alte Professionalità
- Italie : CUQ - Confederazione Unitaria Quadri
- Norvège: LEDERNE
- Portugal: SNQTB - Sindicato Nacional dos Quadros e Tecnicos Bancarios
- Royaume-Uni: MPA - Managerial and Professional Staff Association
- Serbie: Serbian Association of Managers
- Suède: Ledarna - Sveriges Chefsorganisation
- Slovénie: MAS - Združenje Manager
- Suisse: SKO – Schweizer Kader Organisation

### Fédérations professionnelles européennes membres
- AECA - Association Européenne des Cadres de l’Assurance (European Association of Managers and Executive of the Insurance industry)
- ECMF - European Commercial Managers Federation
- eTIC - European Federation for Managers in Technologies of Information and Communication
- FECC - Fédération Européenne des Cadres de la Construction (European Federation of Managers in the Construction Industry)
- FECCIA - Fédération Européenne des Cadres de la Chimie et des Industries Annexes (European Federation of Managers in the Chemical Industry)
- FECEC - Fédération Européenne des Cadres des Établissements Bancaires (European Federation of Managers in the Banking Sector)
- FECER - Fédération Européenne des Cadres de l’Énergie et de la Recherche (European Federation of Executives in the Sectors of Energy and Research)
- FEDEM - Fédération Européenne de l’Encadrement de la Métallurgie (European Federation of Managers in the Steel Industry)
- FICT - Fédération Internationale des Cadres des Transports (European Managers in the Transport Industry)

### Observateurs
- Européen : ESHA – European School Heads Association (Association Européenne des Chefs d'Établissement)

## Sources et Liens externes
- Site officiel de la CEC European managers
- Qui sont les partenaires sociaux interprofessionnels en Europe?
- liste des organisations consultées dans le cadre de l'article 154 du Traité de Fonctionnement de l'Union Européenne (TFUE)
- Le dialogue social européen